# Hypocopra antarctica
Hypocopra antarctica är en svampart som tillhör divisionen sporsäcksvampar, och som först beskrevs av Carlo Luigi (Carlos Luis) Spegazzini, och fick sitt nu gällande namn av Rehm. Hypocopra antarctica ingår i släktet Hypocopra, och familjen kolkärnsvampar. Det är osäkert om arten förekommer i Sverige.